# Ziad Baroud
Pour les articles homonymes, voir Baroud (homonymie).
Ziad Baroud (né le 29 avril 1970 à Jeita) est un homme politique Franco-libanais et un ancien militant de la société civile.

## Formation et Jeunesse
Après des études scolaires au Collège Saint-Joseph Antoura et des études de droit à l'Université Saint-Joseph de Beyrouth, Baroud effectue son stage d'avocat au bureau de maître Ibrahim Najjar, ancien ministre de la Justice du Liban.
Ziad Baroud s'engage dans de nombreuses organisations de la société civile libanaise, parmi lesquelles l'Association libanaise pour la démocratie des élections (ALDE), le Centre libanais d'études politiques et l'Association libanaise pour la transparence. Dans les années 1990, il devient membre de Nahar al-Chabab, le supplément consacré aux jeunes du quotidien libéral libanais An-Nahar, et se lie d'amitié avec le mentor du groupe, futur directeur du journal Gebran Tuéni (député de Beyrouth élu le 29 mai 2005 et assassiné le 12 décembre de la même année).

## Carrière politique
En juillet 2001, Ziad Baroud devient membre fondateur du Mouvement du renouveau démocratique, auprès de Nassib Lahoud, Misbah Ahdab et Antoine Haddad notamment ; il est chargé des relations avec les étudiants. Mais il suspend ses activités politiques début 2005, lorsqu'il est élu secrétaire général de l'ALDE, l'organisation chargée d'observer les élections législatives de mai-juin 2005, les premières après le retrait syrien du Liban.
En août 2005, il est nommé par le gouvernement de Fouad Siniora membre de la Commission nationale pour la loi électorale, dirigée par l'ancien ministre Fouad Boutros. Baroud y joue un rôle de premier plan qui lui vaut une notoriété nationale, en tant qu'expert en questions électorales.
En août 2007, le ministre français des Affaires étrangères et européennes Bernard Kouchner l'invite à représenter la société civile libanaise (aux côtés de Kamel Mohanna, Ghassan Salamé, Ghaleb Mahmassani et Joseph Maïla) lors de la conférence de dialogue interlibanais tenue à La Celle-Saint-Cloud en banlieue parisienne. La conférence se solda par un échec, tous les partis politiques libanais campant sur leurs positions, mais marqua un précédent, à savoir, la représentation de la société civile dans les conférences politiques.
Après l'accord de Doha et l'élection du général Michel Sleimane à la présidence de la République en mai 2008, Baroud est proposé par le Président Sleiman au poste de ministre de l'Intérieur et des Municipalités, comme l'un de ses trois représentants au sein du gouvernement d'union nationale dirigé par Fouad Siniora. À ce titre, il supervise les élections législatives de 2009, jugées comme les plus libres depuis la fin de la guerre civile. Il est reconduit à son poste en novembre 2009 au sein du gouvernement de Saad Hariri.